# Kelurahan Harapanbaru
Kelurahan Harapanbaru är en administrativ by i Indonesien.   Den ligger i provinsen Jawa Barat, i den västra delen av landet, 19 km öster om huvudstaden Jakarta.